# Ruth Mompati
Ruth Mompati (14 tháng 9 năm 1925 - 12 tháng 5 năm 2015) là một nữ chính trị gia Nam Phi và là một trong những người lãnh đạo của tổ chức Tháng ba Phụ nữ vào ngày 9 tháng 8 năm 1956.

## Tuổi thơ và giáo dục
Ruth Mompati sinh ra ở tỉnh Tây Bắc. Sau khi hoàn thành tiêu chuẩn 6, cô làm việc cho một gia đình da trắng và sau đó đến trường Cao đẳng Sư phạm Tygerkloof.

## Nghề nghiệp
Từ năm 1953 đến 1961, Ruth Mompati làm công việc đánh máy cho Nelson Mandela và Oliver Tambo trong hành nghề luật sư của họ ở Johannesburg. Cô tham gia Đại hội Quốc gia Châu Phi năm 1954 và được bầu vào Ủy ban Điều hành Quốc gia của Hội Phụ nữ.
Ruth Mompati được bầu làm đại biểu quốc hội trong cuộc bầu cử dân chủ đầu tiên của Nam Phi năm 1994, được bổ nhiệm làm đại sứ tại Thụy Sĩ từ năm 1996 đến năm 2000, trở thành thị trưởng của Vryburg sau khi trở về, và là thành viên điều hành của Hiệp hội cựu chiến binh Umkhonto we Sizwe.

## Qua đời
Ruth Mompati qua đời vào ngày 12 tháng 5 năm 2015 sau một căn bệnh tại bệnh viện Cape Town.